# 垂簾聽政 (電影)
《垂帘听政》（英語：Reign Behind a Curtain）是1983年上映的一部香港古裝電影，由李翰祥執導，劉曉慶、梁家輝、周潔等主演。梁家辉憑本片获得第3屆香港电影金像奖最佳男主角，但也因赴大陆拍戏被台湾封杀。電影外景於避暑山庄、故宫、颐和园、碧云寺等地拍摄，得到中国30多个单位支持。初期的案头工作是李翰祥在北京饭店完成，他在北影看了一些当时的中国电影，最后确定由《小花》中饰演何翠始的刘晓庆扮演慈禧。

## 劇情
晚清时期，国家内忧外患，咸丰帝（梁家辉饰）却终日在行宫狩猎、欣赏歌舞取乐，不理朝政。一位新来的洪姓宫廷舞女身段优美，被皇帝相中封为丽妃，两人终日嬉闹，宫中一时议论纷纷。“鬼子六”恭亲王奕䜣（张铁林饰）在外，受到肃顺等人排挤，虽然有懿贵妃（后来的慈禧）为他说话，但所上奏章不为皇帝所阅，还流传着他挟兵自重，企图谋反的传言。
皇帝过生日，宫内准备了大型戏曲表演，然而表演中皇帝多次感到不适，汗流浃背。为免大家扫兴几次强忍，中途终于忍不住。皇后急让人召太医，众人都说是不祥之兆，但皇帝自称只是拉肚子。肃顺劝皇帝早作准备，立即订立诸君，皇帝同意，立慈禧之子为继承人，并规定包括肃顺、载垣、端华等顧命八大臣。后来皇帝单独召见肃顺，肃顺劝他按汉武帝处死钩弋夫人那样处死，咸丰知道慈禧有爬到皇后之上的野心，但终究不忍下手，这一切被窗外的慈禧听在耳中。
慈禧与慈安商量，把顾命大臣中较老实的景寿叫来威胁一番，要他盯紧其他顾命大臣。咸丰自知时日无多，召见顾命大臣及两宫太后，告诉如若有人对慈安不利，则可执行他的命令将其处死。众人退下后，却又给慈禧一枚玉玺，对她说肃顺霸道，恭亲王暧昧不明，慈安太老实，希望她可以辅佐慈安。在一个雷电交加之夜，丽妃为皇帝拜佛祈福时被绑架，当晚皇帝驾崩。
肃顺上任，又是订立祺祥年号，又是铸币，大权独揽，不让慈禧插手。一董姓官员上奏章说要两宫太后垂帘，恭亲王辅政，奏章被慈禧慈安扣住。慈禧想给新帝请新的师父，却被肃顺一党阻拦。慈禧叫来他们大声训斥，然而遭肃顺强硬驳回，直到小皇帝被吓哭众大臣才尴尬离去。
尽管如此，肃顺一党还是独揽了朝政，拟定“上谕”，他们甚至找四大高手在回京途中刺杀慈禧及其党羽。然而终究棋差一著，他们与四大高手联络的中间人竟是慈禧一派的奸细。一到京城，情势急转直下，恭亲王逮捕了端华、载垣，将景寿、穆荫、匡源、杜翰、焦祐瀛逐出军机。肃顺与两个小妾还在被窝里，清兵来将他带走，肃顺一路大骂慈禧毒辣、恭亲王勾结洋人卖国。他们的家也被抄。
最后，肃顺被刺破舌头，押往菜市口处斩。端华上吊，载垣被窒息而死。慈禧终于成为掌控清帝国军政大权的女人。接近片尾处，慈禧让手下把一个剁去手脚，封装在坛子里的女人抬上来，原来她就是多年前被绑架的丽妃。丽妃唱着歌儿，说她没了手脚反而无忧无虑，反而慈禧成天要算计人，心里不得安宁。
片尾处以画外音简短叙述了慈禧给国家带来的灾难，讽刺她并不能长命百岁，棺木都被军阀破坏。最后出现与开头一致的垂帘听政的画面。

## 角色
| 角色        | 演员   | 粵語配音 (影碟版) |
| ----------- | ------ | ----------------- |
| 玉蘭→西太后 | 刘晓庆 | 曾慶珏            |
| 咸丰帝      | 梁家辉 | 黃健強            |
| 東太后      | 陳燁   | 黃鳳英            |
| 麗妃        | 周洁   | 樂蔚              |
| 肃順        | 項堃   | 周慶樑            |
| 恭親王      | 張鐵林 | 林保全            |
| 載淳→同治帝 | 張樹義 | 樂蔚              |
| 载垣        | 王憧   |                   |
| 端华        | 王培   |                   |
| 杜翰        | 俞立文 |                   |
| 景寿        | 吕世平 | 林保全            |
| 穆荫        | 沈卫国 |                   |
| 匡源        | 王运庭 |                   |
| 焦佑瀛      | 孟洋   |                   |
| 婉嫔        | 马彬彬 |                   |
| 玫嫔        | 董黛   |                   |
| 祺嫔        | 胡瑛瑛 |                   |
| 安德海      | 闪增宏 |                   |
| 桂良        | 梁燕生 |                   |
| 王喜庆      | 李占文 |                   |
| 双喜        | 阎青妤 |                   |

## 獎項
| 年份 | 頒獎典禮             | 獎項         | 獲提名         | 結果 |
| ---- | -------------------- | ------------ | -------------- | ---- |
| 1983 | 中國文化部優秀影片獎 | 特別獎       | 《垂簾聽政》   | 獲獎 |
| 1984 | 第3屆香港電影金像獎  | 最佳影片     | 《垂簾聽政》   | 提名 |
| 1984 | 第3屆香港電影金像獎  | 最佳導演     | 李翰祥         | 提名 |
| 1984 | 第3屆香港電影金像獎  | 最佳劇本     | 李翰祥、楊村彬 | 提名 |
| 1984 | 第3屆香港電影金像獎  | 最佳男演員   | 梁家輝         | 獲獎 |
| 1984 | 第3屆香港電影金像獎  | 最佳女演員   | 劉曉慶         | 提名 |
| 1984 | 第3屆香港電影金像獎  | 最佳新人     | 梁家輝         | 提名 |
| 1984 | 第3屆香港電影金像獎  | 最佳攝影     | 湯寶生、楊林   | 提名 |
| 1984 | 第3屆香港電影金像獎  | 最佳美術指導 | 宋洪榮         | 獲獎 |

## 另見
- 火龍 (1986年電影)

## 外部連結
- 香港影庫上《垂簾聽政》的資料（繁體中文）
- 豆瓣电影上《垂簾聽政》的資料 （简体中文）
- AllMovie上《垂簾聽政》的资料（英文）
- 互联网电影数据库（IMDb）上《垂簾聽政》的资料（英文）